# Jay Guidinger
Jay Patrick Guidinger (Milwaukee, 18 agosto 1969) è un ex cestista statunitense, professionista nella NBA.